# Цистерцианский монастырь (Бохум)
Цистерцианский монастырь Штипель (нем. Zisterzienserkloster Stiepel) — монастырь ордена цистерцианцев в районе Бохум-Штипель города Бохум (федеральная земля Северный Рейн — Вестфалия).
Монастырь основан епископом Эссена Францем Хенгсбахом в 1988 году. Монастырь является приоратом аббатства цистерцианцев в Австрии. В настоящий момент приором монастыря является Пирмин Хольцшух.
До 1988 года на месте монастыря находилась община Святой Марии. 11 числа каждого месяца проходит традиционный крестный ход по т. н. «Пути Святой Марии». Также проводятся ежемесячные концерты «Похвала Марии в песне и музыке».